# Plaza Limacpampa
La plaza Limaqpampa, también conocida como Limaqpampa grande, es una plaza pública ubicada en el extremo oriental del centro histórico de Cusco, Perú, en la confluencia de las avenidas Tullumayo, de la Cultura y la calle Arcopunco. Se destaca por el monumento a los fundadores de la ciudad que se levanta al medio de ella.
Desde 1972 el inmueble forma parte de la Zona Monumental del Cusco declarada como Monumento Histórico del Perú. Asimismo, en 1983 al ser parte del casco histórico de la ciudad del Cusco, forma parte de la zona central declarada por la UNESCO como Patrimonio Cultural de la Humanidad.  y en el 2014, al formar parte de la red vial del Tawantinsuyo volvió a ser declarada como patrimonio de la humanidad.

## Toponimia
El nombre de la plaza proviene de dos vocablos quechuas: "rímac" que significa hablar y "pampa" que significa espacio abierto Según historiadores como Víctor Angles o Ángel Carreño, durante el incanato la plaza habría sido el lugar donde la población del Cusco se reunía para tomar conocimiento de las órdenes del Inca. Similar afirmación realiza Luis E. Valcárcel en sus Memorias al señalar que esta plaza, que era el punto de llegada de los viajeros provenientes desde Sicuani, era también donde se congregaba la gente para recibir las órdenes del Inca y los anuncios sobre los acontecimientos del Imperio.

## Historia

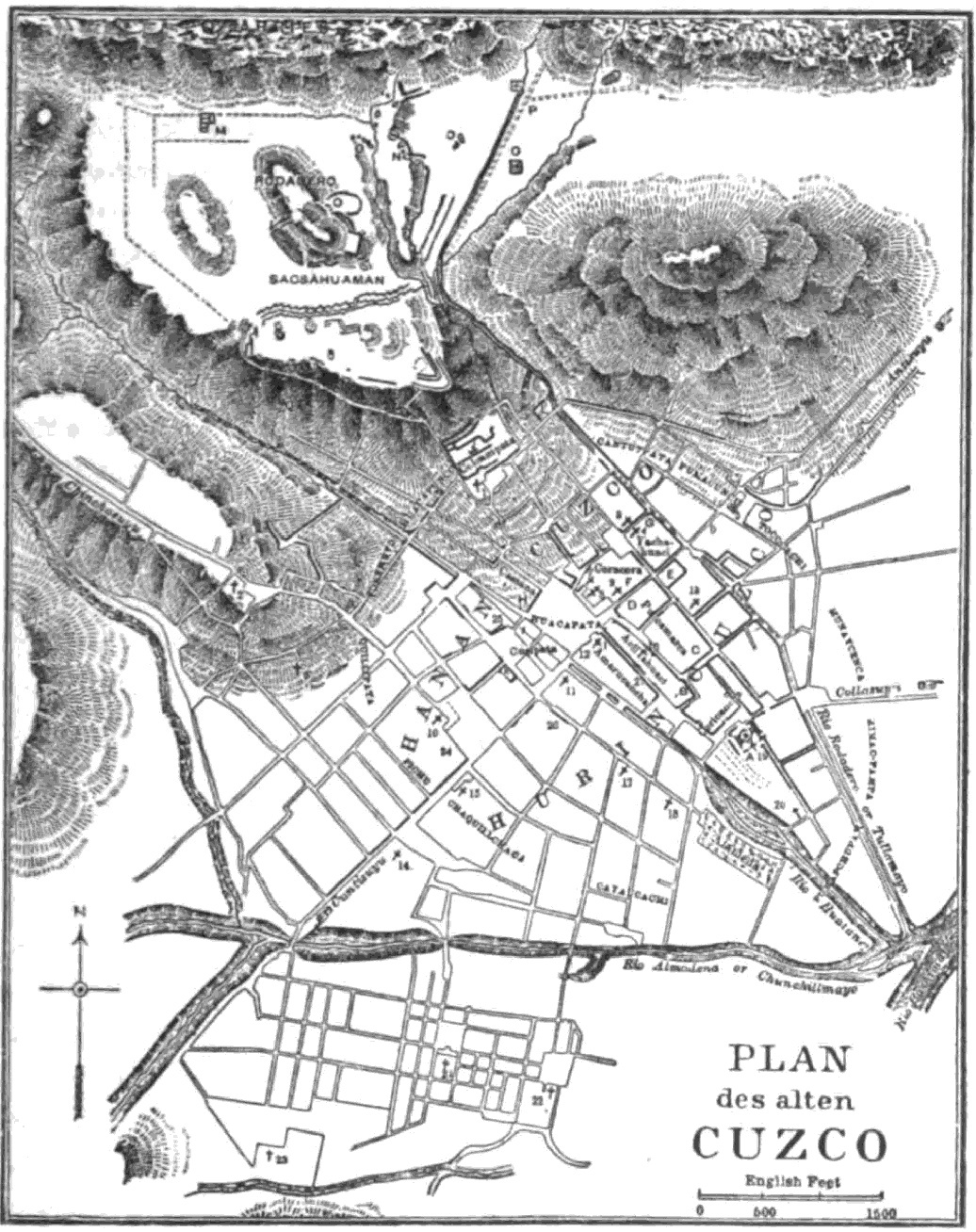
Mapa de la ciudad del Cusco de la década de 1860. Nótese en la parte derecha el inicio del camino al Collasuyo y la existencia del espacio que hoy ocupa la Plaza Limaqpampa

La plaza se encuentra en el límite oriental del casco histórico de la ciudad del Cusco por lo que su existencia data desde la época del imperio. Inclusive de ella salía uno de los caminos hacia el Collasuyo en el trazo que hoy sigue la Avenida de la Cultura. En el siglo XX se levantó en dicha plaza el monumento a los fundadores de la ciudad lo que motivó que también se le conociera con el sobrenombre de Plaza de los fundadores. 
En el año 2008, durante trabajos de mantenimiento de la red de agua potable, las excavaciones permitieron encontrar muros incaicos. En virtud a estos hallazgos se creó un museo de sitio en la plaza.

## Entorno
En la actualidad la plaza es uno de los puntos con mayor aglomeración de vehículos y tráfico de la ciudad debido a que es uno de los pocos puntos de ingreso vehicular al centro histórico y recibe todo el tráfico proveniente de la Avenida de la Cultura que busca ingresar a la Avenida Tullumayu. 
En su lado norte se levanta la Institución Educativa Inicial Doris Vera Hermoza conocido como el Jardín 88, clásico jardín de infantes cusqueño.